# Franz Ferdinand Richter
Franz Ferdinand Richter (* 1693 in Breslau; † unbekannt) war ein schlesischer Barockmaler.

## Leben

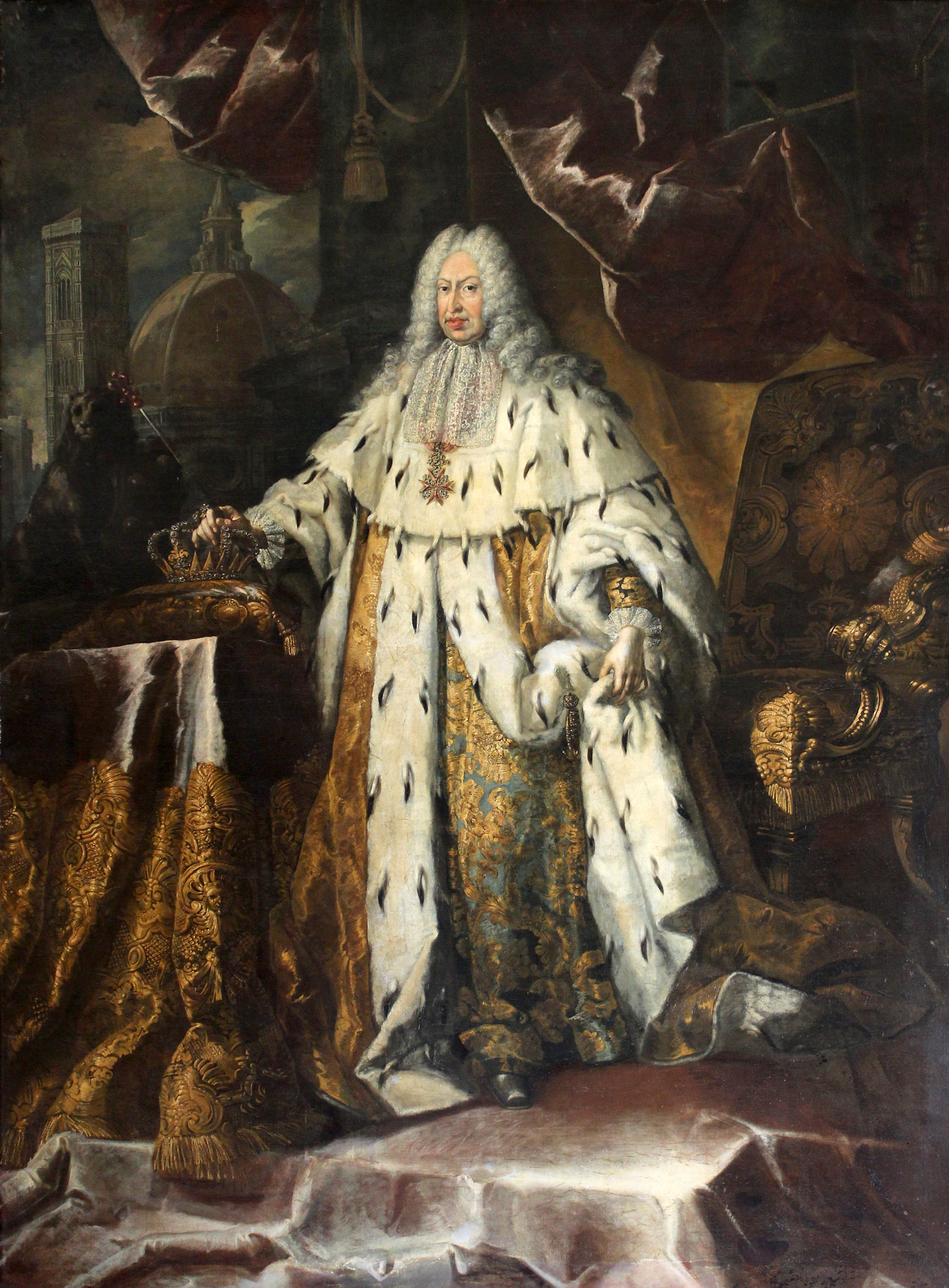
Gian Gastone de’ Medici
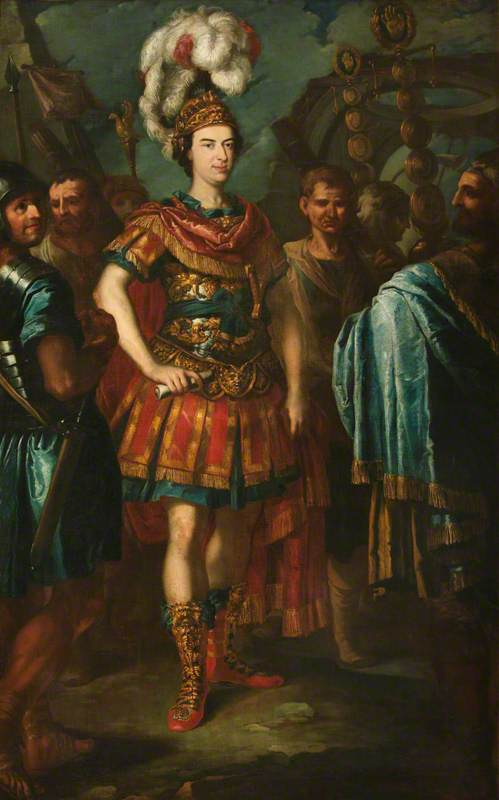
Charles Sackville

Richter war nachweislich in Rom tätig und erhielt dort am 18. Mai 1727 einen Pass zur Heimreise. Er arbeitete für einige Zeit in Florenz am Hof der Medici. Hier entstand 1737 das Gemälde, das Gian Gastone de’ Medici, das im Palazzo Pitti ausgestellt wurde. Es zeigt den Herrscher in opulenten herzoglichen Gewändern. Das in Aschbach aufgefundene Altarblatt legt die Vermutung nahe, dass er auch an der Ausgestaltung des Klosters Ebrach beteiligt war.
Werke (Auswahl)
- Bildnis des Francesco Maria Veracini, Violinvirtuose. Dieses Gemälde wurde später von John June in Kupfer gestochen, ein Exemplar befindet sich im British Museum
- Porträt des Großherzogs Gian Gastone de’ Medici von Montemar am toskanischen Hof 1737[1]
- Bildnis des Charles Sackville, 2nd Duke of Dorset (1711–1769) um 1737
- Je ein Gemälde einer Edeldame und eines Edelmannes
- Altarblatt in der Katholischen Pfarrkirche Maria Himmelfahrt in Aschbach